# Hyderabad Football Club
L'Hyderabad Football Club è una società calcistica indiana con sede nella città di Hyderabad, nel Telangana, che milita nella Indian Super League dal 2019. Vanta 1 titolo vinto nel campionato 2021-2022

## Storia
La società nasce dopo lo scioglimento e la cessione dell'ex Pune F.C.
La proprietà del club viene venduta a Vijay Madduri, un imprenditore di Hyderabad e a Varun Tripuneni, ex CEO dei Kerala Blasters, decidendo quindi di spostare la base da Pune a Hyderabad e rinominare la squadra Hyderabad Football Club.
Nel 2022 vince il suo primo titolo finendo i tempi regolamentari 1-1 e battendo poi 1-3 ai calci di rigore il Kerala Blaster. Nel marzo 2024 al club è stato impedito di registrare nuovi giocatori per le successive due finestre dopo aver ricevuto un divieto di trasferimento da parte del comitato per lo status dei giocatori della All India Football Federation. Il club della Indian Super League (ISL) è stato punito per recidivi dopo aver mancato di pagare gli stipendi a diversi giocatori e funzionari. Il 26 agosto 2024 BC Jindal Group rileva il club, con l'intento di risolvere tutti i problemi finanziari in tempo per iscriversi alla stagione 2024-2025.

## Allenatori e presidenti
| Allenatori - 2019-2020 Phil Brown - 2020 Albert Roca - 2020-2023 Manuel Marquez - 2023-2024 Thangboi Singto - 2024-attuale Shameel Chembakath (Interim) | Presidenti - 2019-attuale Vijay Madduri - 2019-2024 Varun Tripuneni - 2019-attuale Rana Daggubati |

## Palmarès

### Competizioni nazionali
- Indian Super League: 1

2021-2022

## Organico

### Rosa
| N. |                  | Ruolo | Calciatore           |
| -- | ---------------- | ----- | -------------------- |
|    | India (bandiera) | P     | Laxmikant Kattimani  |
|    | India (bandiera) | P     | Aman Kumar Sahni     |
|    | India (bandiera) | P     | Aaryan Saroha        |
|    | India (bandiera) | D     | Manoj Mohammad       |
|    | India (bandiera) | D     | Soyal Joshy          |
|    | India (bandiera) | D     | Alex Saji            |
|    | India (bandiera) | D     | Mohammed Rafi        |
|    | India (bandiera) | D     | Sajad Hussain Parray |
|    | India (bandiera) | D     | Jeremy Zohminghlua   |
|    | India (bandiera) | D     | Vijay Marandi        |
|    | India (bandiera) | C     | Cris Sherpa          |
|    | India (bandiera) | C     | Aron Vanlalrinchhana |

| N. |                    | Ruolo | Calciatore             |
| -- | ------------------ | ----- | ---------------------- |
|    | India (bandiera)   | C     | Abijith PA             |
|    | India (bandiera)   | C     | Mark Zothanpuia        |
|    | India (bandiera)   | C     | Vignesh Dakshinamurthy |
|    | Brasile (bandiera) | C     | João Victor            |
|    | India (bandiera)   | C     | Sahil Tavora           |
|    | India (bandiera)   | C     | Lalchhanhima Sailo     |
|    | India (bandiera)   | A     | Aaren D'Silva          |
|    | India (bandiera)   | A     | Ramhlunchhunga         |
|    | India (bandiera)   | A     | Amon Lepcha            |
|    | India (bandiera)   | A     | Joseph Sunny           |
|    | India (bandiera)   | A     | Abdul Rabeeh           |

### Staff tecnico
- Thangboi Singto - Allenatore / Direttore tecnico
- Conor Nestor - Vice allenatore
- Shameel Chembakath - Vice allenatore

## Club affiliati
- Borussia Dortmund (2020-presente)
- Marbella FC (2020-presente)